# 上野製薬
上野製薬株式会社（うえのせいやく、英称：UENO FINE CHEMICALS INDUSTRY.LTD.）は、大阪府大阪市中央区高麗橋に本社を置く、化学薬品や食品添加物等の製造を中心とする化学工業品製造企業である。

## 会社概要
食品の保存技術に強みを持つ。2代目社長の上野隆三がコルベ・シュミット反応の反応機構を解明し、パラヒドロキシ安息香酸などの芳香族ヒドロキシカルボン酸の工業化に成功させたのを機に、そのプロセスを発展させ、現在は各種化学薬品を製造している。
近年では液晶ポリマーや有機顔料などのウェートが高くなっており、また液晶ポリエステル樹脂の分野でも世界的シェアを誇る。
以前は眼科用医薬品（レスキュラ点眼液）の製造を行っていたが、2001年に、医薬品の開発者であり、かつ、上野隆三の息子でもある上野隆司が創業したアールテック・ウエノに医薬品を移管し、現在は医薬品の取扱いはない。
初代及び2代目社長の上野政次郎と上野隆三は紫綬褒章と勲四等瑞宝章を受章している。

## 沿革
- 1918年： 創業者・上野政次郎により、上野商店創業
- 1930年： 醤油の防カビに関する研究開始
- 1945年： 上野製薬工業株式会社に改組
- 1955年： 上野製薬株式会社に社名変更
- 1967年： 上野隆三が社長に就任
- 2001年： 医薬品部門をアールテック・ウエノへ営業譲渡
- 2003年： 上野昌也が社長に就任

## 主な製品・事業
- 化学薬品
  - パラオキシ安息香酸エステル
  - パラヒドロキシ安息香酸
  - アニス酸
  - β-ナフトール
  - 液晶ポリマー
  - 有機顔料
- 食品、食品添加物
  - 保存料 - ソルビン酸、白子蛋白など
  - 脱酸素剤、アルコール揮散剤
  - 糖アルコール
  - 調味料
  - pH調整剤
  - 洗浄除菌剤
  - 微生物検査

## 事業所

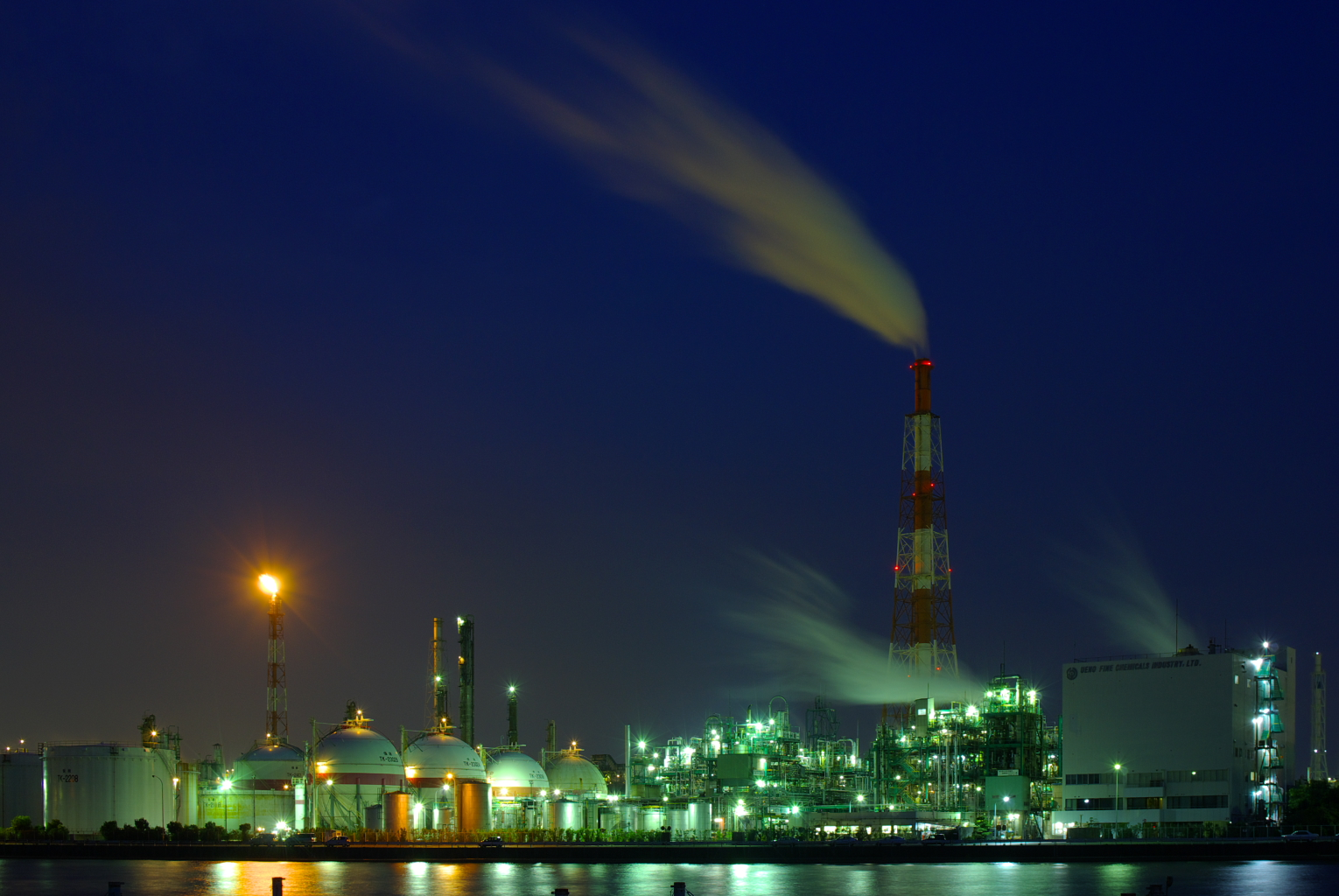
四日市工場の夜景。2007年6月

- 本社 - 大阪府大阪市中央区高麗橋2丁目4番8号
- 東京支店 - 〒103-0012 東京都中央区日本橋堀留町1丁目9番10号 上野ビル内
- 札幌営業所 - 〒060-0042 北海道札幌市中央区大通り西13-4
- 福岡営業所 - 〒812-0023 福岡県福岡市博多区奈良屋町4-1
- 稚内工場 - 〒097-0011 北海道稚内市はまなす1丁目13番1号
- 四日市工場 - 〒510-0011 三重県四日市市霞1丁目4番
- 伊丹工場 - 〒664-0845 兵庫県伊丹市東有岡1丁目127番地
- R&Dセンター、三田工場 - 〒669-1339 兵庫県三田市テクノパーク4番地1
- つくば分析センター - 〒305-0047 茨城県つくば市千現2丁目1番6 つくば研究支援センター内
- UENO FINE CHEMICALS INDUSTRY(THAILAND),Ltd. （タイの現地法人。本社バンコク）
- UENO FINE CHEMICALS INDUSTRY(USA),INC.（アメリカの現地法人。本社ニューヨーク）

## 参照
1. 1 2 3 4 5 6  上野製薬株式会社 第79期決算公告
2. ↑  上野製薬株式会社 沿革